# Klaus Dieter Pfeffer
Klaus Dieter Pfeffer (* 19. Mai 1962 in Aalen) ist ein deutscher Mediziner, Immunologe und Molekularbiologe. Für seine Arbeiten erhielt er 2004 den Gottfried-Wilhelm-Leibniz-Preis der Deutschen Forschungsgemeinschaft. Seit November 2014 übt Pfeffer das Amt des Prorektors für Strategisches Management und Chancengerechtigkeit im Rektorat der Heinrich-Heine-Universität in Düsseldorf aus.

## Lebenslauf
Klaus Pfeffer studierte von 1981 bis 1987 Humanmedizin an der Universität in Ulm und machte seine Approbation. Von 1987 bis 1989 arbeitete er am Institut für Medizinische Mikrobiologie der Universität und Immunologie und wurde 1988 promoviert. 1989 arbeitete er im Anschluss für einige Monate in der dortigen Medizinischen Klinik und Poliklinik in der Abteilung für Infektiologie.
Danach ging er an die Technische Universität München als Forschungsassistent im Institut für Medizinische Mikrobiologie und Hygiene, zu dem sein Doktorvater gewechselt war. Dem schloss sich ein Forschungsaufenthalt für zwei Jahre am Ontario Cancer Institute in Toronto an, für das Pfeffer ein Stipendium für Infektionsbiologie des heutigen Bundesministeriums für Bildung und Forschung (BMBF) bekam. Von 1994 bis 1997 war er Arbeitsgruppenleiter an der TU München im Institut für medizinische Mikrobiologie, Immunologie und Hygiene und habilitierte dort 1996. 
Im Jahr 1997 bekam er an der TU München eine C3-Professur für Medizinische Mikrobiologie und Molekulare Infektionsimmunologie und war ab 1998 stellvertretender Institutsleiter. Daneben arbeitete er als ärztlicher Mitarbeiter an der Klinik und Poliklinik für Chirurgie der TU München und schloss im Jahr 2001 seinen Facharzt für Mikrobiologie und Infektionsepidemiologie ab. 2002 ging er als Direktor an das Institut für Medizinische Mikrobiologie an die Heinrich-Heine-Universität in Düsseldorf.
Seit dem 1. November 2014 ist Pfeffer Prorektor für Strategisches Management und Chancengerechtigkeit an der Düsseldorfer Universität.

## Forschung
Pfeffer konzentriert sich in seiner Forschung auf die Reaktionen des Immunsystems auf die Infektion mit Bakterien. Dabei konnte er maßgeblich zur Erklärung der Funktion der Zytokine beitragen. Er hat außerdem die molekularbiologische Methode des Gene-targeting mitentwickelt, mit der wichtige Funktionen des Immunsystems aufgeklärt werden konnten. Ein weiteres Forschungsgebiet stellt die Immunreaktion bei Organtransplantationen dar. Er ist gemeinsam mit Ulrich Koszinowski Leiter des Projektes Infektionskrankheiten und Entzündung: eine Genom-weite Suche nach spezifischen und allgemeinen regulatorischen Prozessen im Rahmen des Nationalen Genomforschungsnetzes (NGFN).

## Mitgliedschaften
Pfeffer ist Mitglied in verschiedenen nationalen und internationalen medizinischen Fachgesellschaften:
- Deutsche Gesellschaft für Immunologie (DGfI)
- Deutsche Gesellschaft für Hygiene und Mikrobiologie (DGHM)
- American Society for Microbiology (ASM)
- American Association for the Advancement of Science (AAAS)
- International Cytokine Society (ICS)

Außerdem ist er Gutachter der Deutschen Forschungsgesellschaft, der Deutschen Krebshilfe und verschiedener Stiftungen sowie verschiedener Fachzeitschriften.